# Продайвода Олексій Володимирович
 Олексі́й Володи́мирович Продайвода — український журналіст, воєнний кореспондент. Кавалер ордена «За мужність» III ступеня (2022).

## Життєпис
Вищу освіту здобув у Інституті журналістики Київського національного університету ім. Тараса Шевченка[джерело?]. Фаховий журналіст.
У професії з 2008 року[джерело?]. Працював у найбільших українських медіахолдингах StarLightMedia та «Медіа Група Україна». Висвітлював події на Майдані в Києві, спробу анексії Криму, силове захоплення адміністративних будівель у Донецьку та Луганську, а також початок війни на Донеччині й Луганщині.
З 2014 року — воєнкор, регулярно працює в зоні бойових дій. З початку повномасштабного вторгнення Росії в Україну знімав репортажі з передової на сході та півдні країни.
Репортер Олексій Продайвода й оператор Олександр Давиденко, висвітлюючи для видання «Український свідок» бойові дії в Авдіївці на Донеччині, 11 серпня 2022 року під час репортажу потрапили під прицільний обстріл (уламок влучив Олексієві у бронежилет, але знімальна група не постраждала).
Як журналіст і тренер у жовтні 2022 року брав участь у тренінгах з безпеки від Академії Суспільного мовлення (Public Media Academy).
Кореспондент телеканалу «Настоящее Время». Автор телесюжетів, репортажів, світлин з війни.
Живе в Києві.

## Нагороди
- орден «За мужність» III ступеня (2022) — «за значні заслуги у зміцненні української державності, мужність і самовідданість, виявлені у захисті суверенітету та територіальної цілісності України, вагомий особистий внесок у розвиток різних сфер суспільного життя, відстоювання національних інтересів нашої держави, сумлінне виконання професійного обов'язку»[3].